# Nervio nasociliar
El nervio nasal o nasociliar es una de las ramas del nervio oftálmico que conduce los impulsos sensoriales del ojo, mucosa y piel nasal. Es de tamaño intermedio en comparación con las otras dos ramas del oftálmico, el nervio frontal y el nervio lagrimal y se ubica más profundamente que los otros dos. 

## Trayectoria
El nervio nasociliar entra la órbita entre los dos haces del músculo recto lateral y entre las ramas superior e inferior del III par craneal, el nervio oculomotor. Transcurre de manera oblicua, justo por debajo del músculo recto superior y el oblicuo superior hasta alcanzar la pared nasal o medial de la cavidad orbital. Después de producir el nervio etmoidal posterior y anterior, termina en una rama, el nervio infratroclear, en el margen anterior nasal de la órbita.

## Ramas
El nervio nasal produce las siguientes ramas:
- Nervio etmoidal posterior
- Nervios ciliares largos
- Nervio infratroclear
- Rama larga del ganglio ciliar
- Nervio etmoidal anterior

Una nemotecnia usada para recordar las ramas del nervio nasal es ExPLICA (Etmoidal Posterior, Largos, Infratroclear, Ciliar y Anterior)

## Galería

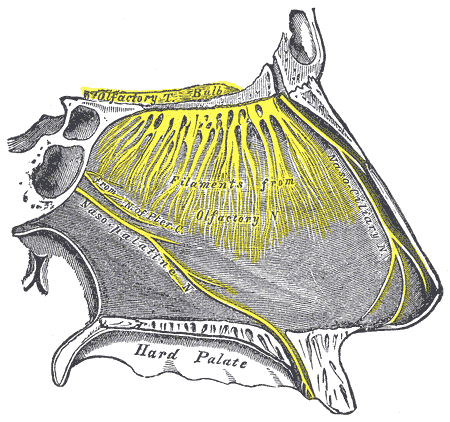
Nervio nasociliar en relación con los nervios del septum nasal.
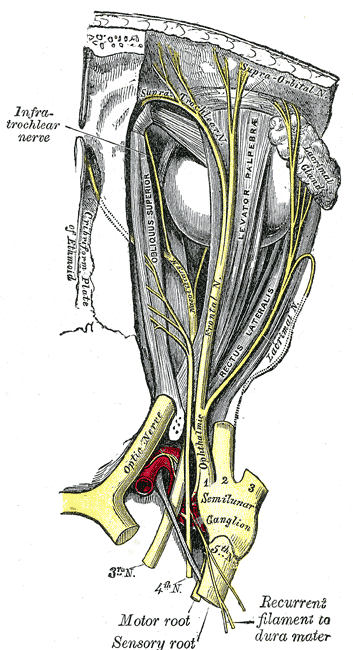
Nervios de la órbita, vista superior. El nasociliar por debajo y a la izquierda del frontal.
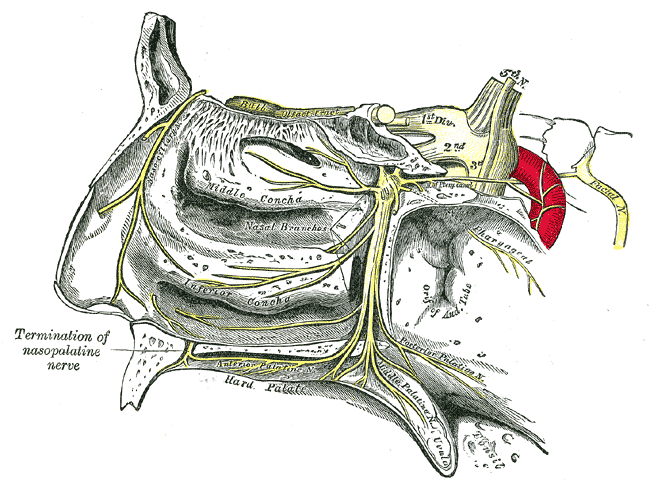
Ganglio esfenopalatino mostrando el nasociliar a la izquierda.
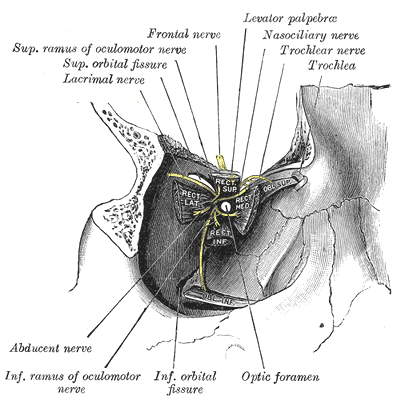
Relación del nasociliar con los músculos rectos del ojo.